# Furtună în Pacific
Furtună în Pacific este un film românesc din 1986 regizat de Nicu Stan. Rolurile principale au fost interpretate de actorii Dan Condurache, Șerban Ionescu și Dorel Vișan.

## Rezumat
Filmul Furtună în deșert prezintă lupta disperată a omului cu natura dezlănțuită în mijlocul oceanului făcând toate eforturile de a salva echipajul cu orice preț.  Furtuna aceasta este în primul rând un cinema de emoție, de emoții tari pe marea agitată deoarece a apărut o defecțiune la motor iar ciclonul nu mai poate fi ocolit. În aceste condiții nu se mai poate face nimic , nava plutind ca o coajă de nucă în mijlocul furtunii.  Filmul scoate  în evidență dezavantajele călătoriilor pe mări și oceane. 

## Distribuție
Distribuția filmului este alcătuită din:
- Dan Condurache — cpt. Victor Ionescu, comandantul cargoului Saturn
- Șerban Ionescu — ofițerul Cristian Atanasiu, secundul cargoului Saturn
- Dorel Vișan — mecanicul șef Marcu
- George Motoi — radiotelegrafistul Florescu
- Valeria Seciu — Ana, soția lui Victor Ionescu
- Gheorghe Cozorici — directorul Navrom
- Petre Nicolae — timonierul Toma Panduru
- Remus Mărgineanu — marinarul Ion
- Cornel Revent — bucătarul Zamfir
- Florin Chiriac — ofițerul III Sandu
- Olga Baksai — Laura, balerină, iubita lui Cristian Atanasiu
- Claudiu Istodor — motoristul Vasile Georgescu
- Romeo Pop — mecanicul secund Sergiu
- Vasile Cojocaru — radiotelegrafistul Gheorghe („Ghiță”)
- Emil Bîrlădeanu
- Emil Sasu
- Liviu Manolache — mecanicul Mircea
- Eugen Mazilu
- Ana Mirena
- Titus Gurgulescu
- Andrei Ion
- Duicu Constantin
- Lucian Nuță
- Lică Gherghilescu
- Constantin Duțu
- Ion Marcu

## Primire
Filmul a fost vizionat de 1.781.408 spectatori de spectatori în cinematografele din România, după cum atestă o situație a numărului de spectatori înregistrat de filmele românești de la data premierei și până la data de 31 decembrie 2014 alcătuită de Centrul Național al Cinematografiei.